# Henry Strangways (Pirat)

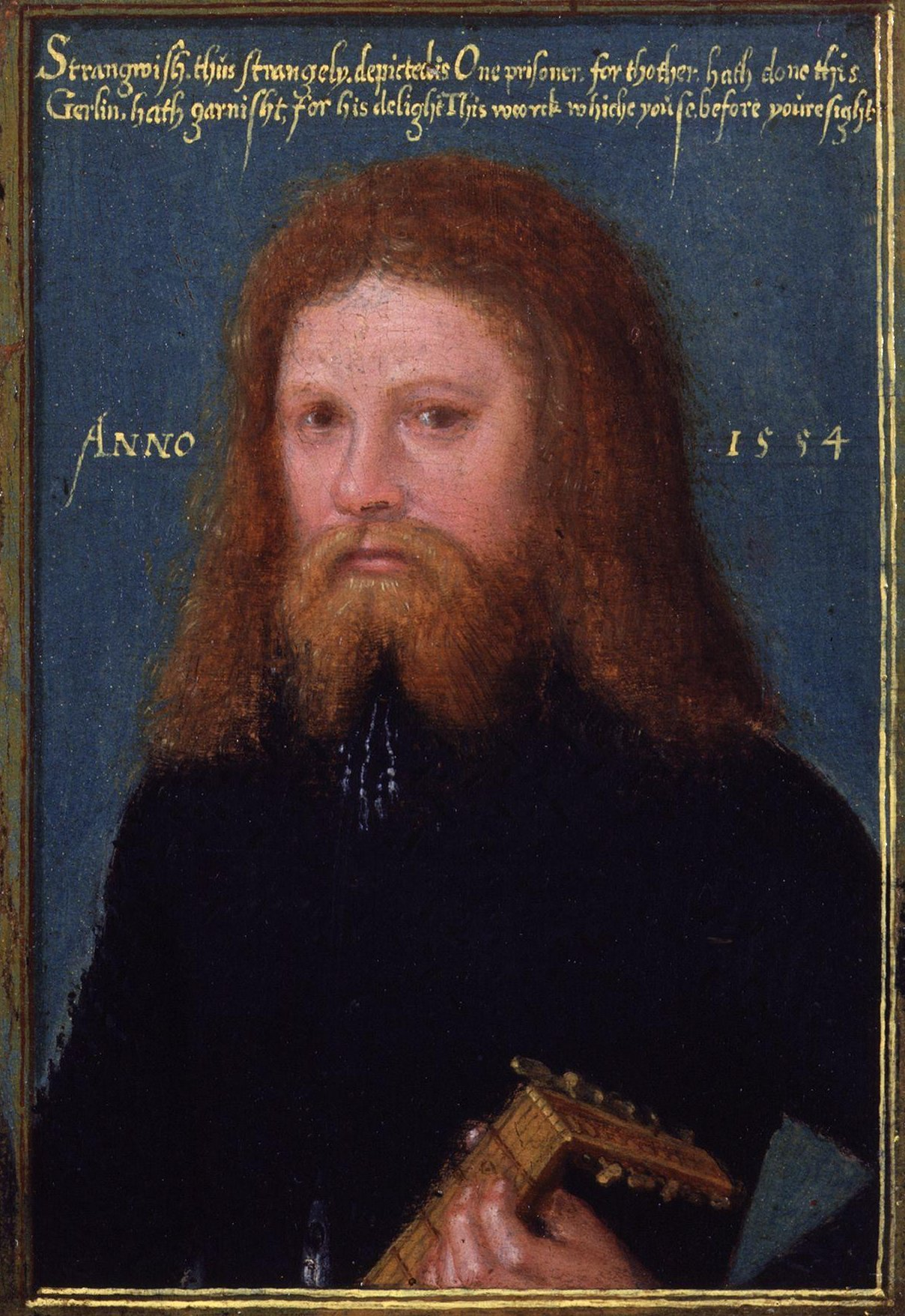
Henry Strangways, Porträt von einem Mitgefangenen, Gerlach Flicke gemalt, befindet sich heute in der National Portrait Gallery in London

Henry Strangways (* 1527 in der Grafschaft Dorset; † 1562 in Rouen) war ein Reeder, der sich auf Seeräuberei spezialisiert hatte.

## Leben
Henry Strangways wurde in eine alteingesessene Familie, welche sich durch das Strandrecht und Küstenpiraterie am Seehandel beteiligte, geboren. Seine Mutter war Margaret Manners. Sein Vater, Ritter, Sir Henry Strangways starb am 14. September 1544 bei der Einnahme von Boulogne-sur-Mer.
Im Auftrag von Henry Strangways wurde Piraterie gegen spanische und andere Schiffe von 1552 bis 1560 ausgeübt.
Henry Strangways brachte geerbtes und erworbenes Kapital in die Gesellschaft der Cornish Killigrews, welche ihren Geschäftssitz in dem 1539 von Heinrich VIII. errichteten Portland Castle auf der Isle of Portland in der Grafschaft Dorset hatten, ein.

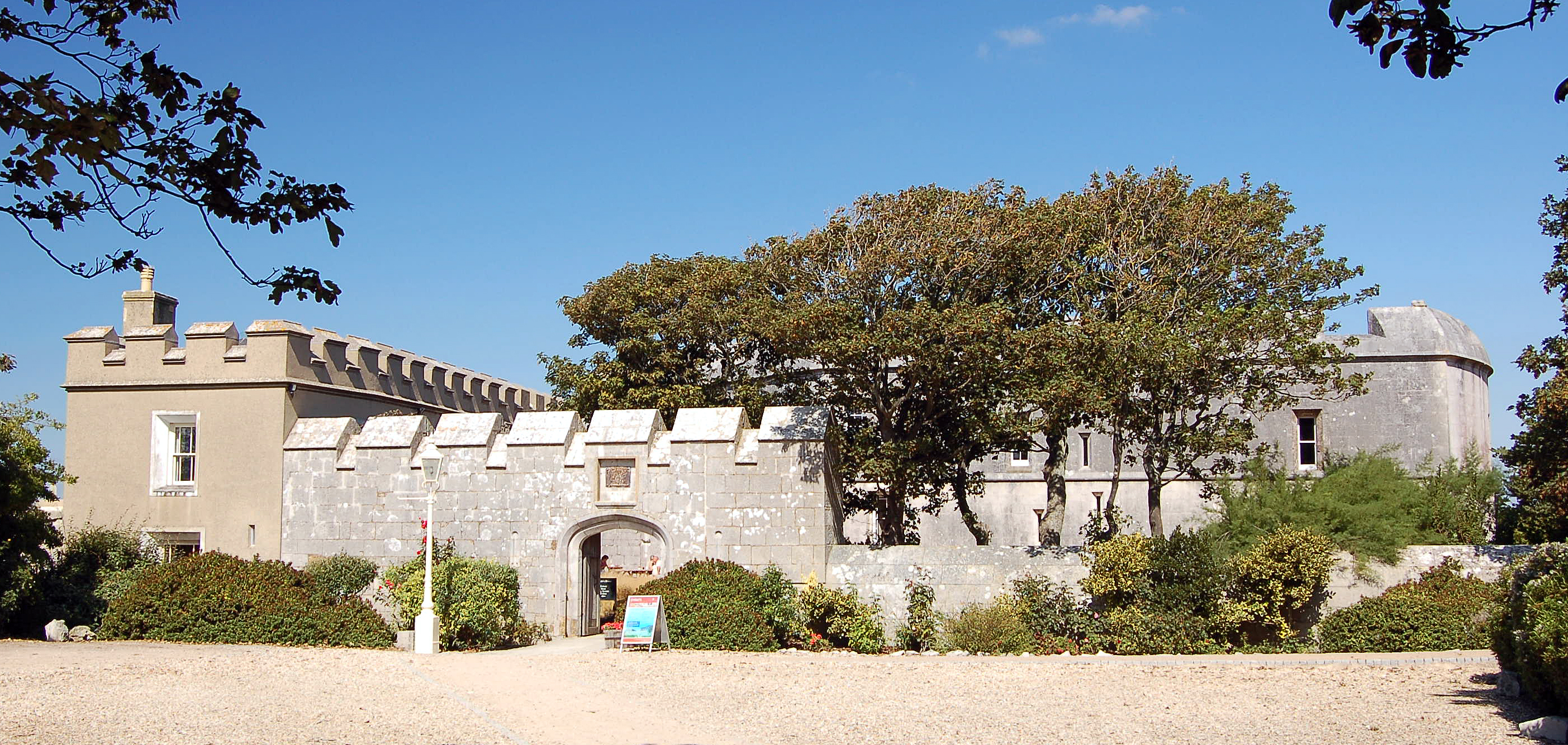
Eingang von Portland Castle.

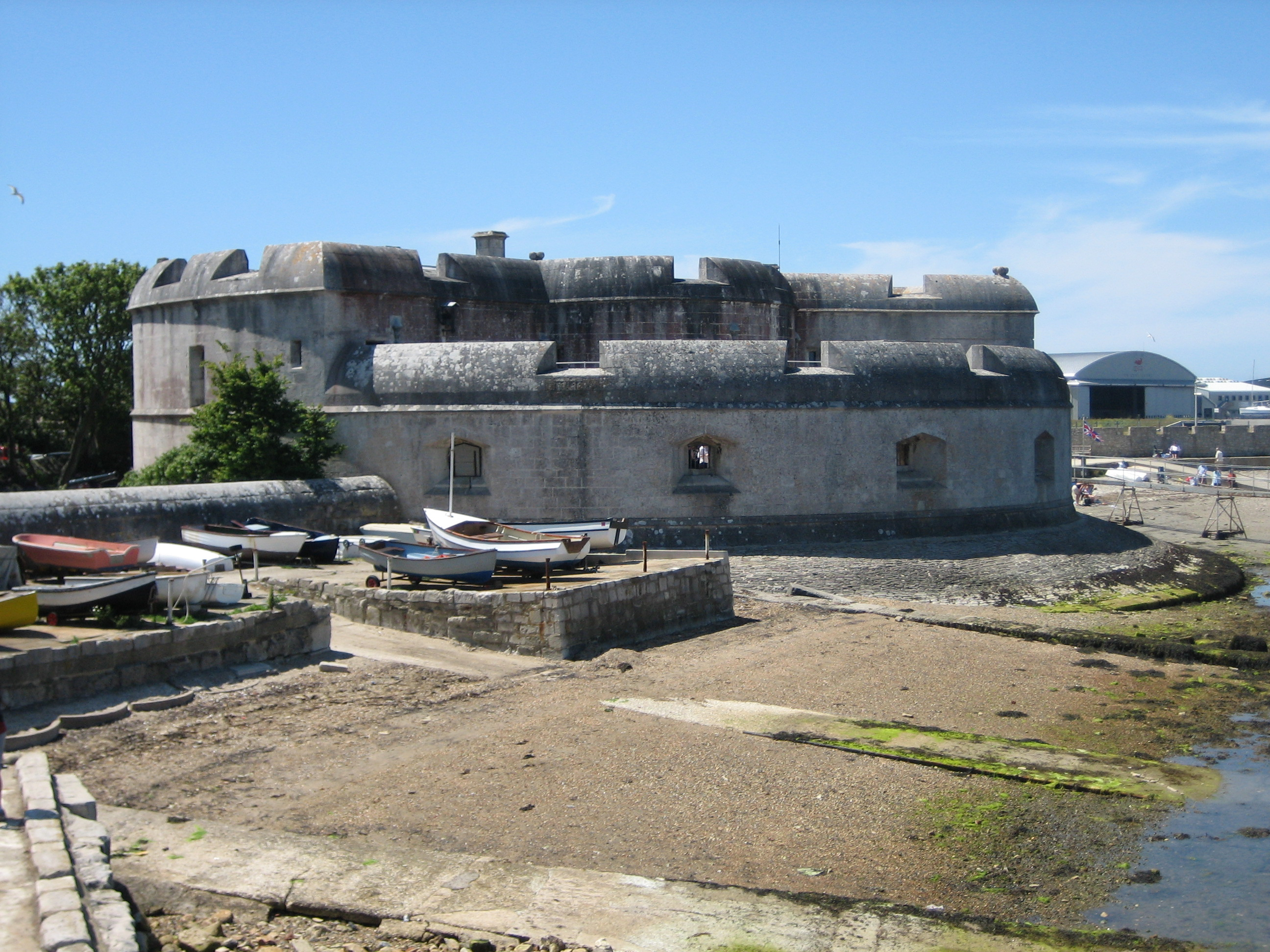
Portland Castle Ansicht von Portland Harbour

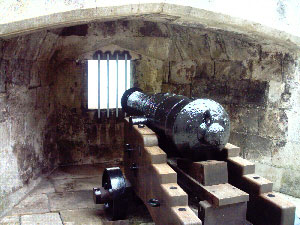
Portland Castle: Geschütz

## Seehandelsrecht in der frühen Neuzeit
1490 wurden im Treaty of Okyng das Handelsrecht zwischen Lehnsnehmern des Königreichs Kastilien und den Untertanen der englischen Krone verfasst. 1500 hatte das katholische Königspaar, in einer Pragmatica festschreiben lassen, dass nur Lehnsnehmer des Königreichs Kastilien auf Schiffen von Lehnsnehmern des Königreichs Kastilien Ware transportieren dürfen. Als Versuch das kirchenrechtlich sanktionierte Lehnsrecht der Scholle auf die See zu portieren, hissten die Lehnmänner der kastilischen Krone die Fahne Kastiliens auf ihren Schiffen. In dieser Flaggenkommunikation hissten Piraten das Symbol für memento mori. Heinrich VIII. wurde 1538 aus der katholischen Kirche ausgeschlossen und ernannte sich 1542 zum König von Irland, das er vorher als Lord regiert hatte. Es gab Bestrebungen Irland in das kastilische Imperium aufzunehmen. 1552 und 1553 wurde im Auftrag von Henry Strangways im Bereich der irischen See Schiffe aufgebracht. Aufgrund von Klagen wurden aus Portsmouth zwei Krieger ausgesandt, welche Henry Strangways festnahmen. 1555 war er im Tower in London in Haft. Da England nicht zum heiligen römischen Reich gehörte, blieb Henry Strangways von der Constitutio Criminalis Carolina zu welcher die Peinliche Befragung gehörte in seiner Untersuchungshaft verschont. Die Klagen gegen Henry Strangways konnten nicht substanziert werden.
1559 entsandte Philipp II. von Spanien Juan de Ayala und Basilio Pignatelli, den späteren Bischof des Erzbistum L’Aquila, als Botschafter, um die Klagen seiner Lehnsnehmer vorzutragen.
Die Botschafter des allerchristlichsten Königs konnten 1559 in England schlecht landen, da bis 1558 unter der katholischen Maria I. von England Versuche England zu rekatholisieren gescheitert waren. Basilio Pignatelli strengte ein Verfahren gegen Henry Strangways an, die von der kastilischen Seite vorgebrachte Besetzung einer kastilischen Insel, konnte vor der Gerichtsbarkeit von Elisabeth I. von England nicht substanziert werden. So blieb Henry Strangways und 80 Mitgefangene, welche mit ihm im Dezember 1560 in Haft kamen, von der Todesstrafe, welche für diesen Rechtsbruch vorgesehen war, verschont.